# Wolfgang H. Pleger
Wolfgang H. Pleger (* 28. März 1944 in Demmin, Vorpommern) ist ein deutscher Philosoph und emeritierter Professor für Philosophie an der Universität Koblenz-Landau. Zuvor lehrte er an der Universität Münster und an der PH Karlsruhe. 
Pleger hat wichtige Beiträge für die Platon-/Sokrates-Forschung geliefert und eine Einführung in die Philosophie der Vorsokratiker verfasst, die mittlerweile zum Standardwerk geworden ist. Daneben veröffentlichte er Arbeiten über Schleiermacher, Hegel und Heraklit sowie zur philosophischen Anthropologie. Seine ethischen, politikphilosophischen und pädagogischen Positionen zeigen eine deutliche Prägung durch Hegel, Marx und Sartre. Auf dem Gebiet der Religionsphilosophie hat er sich kritisch mit den Kirchenvätern Augustinus und Tertullian auseinandergesetzt. 
Pleger ist Schüler des Münsteraner Philosophen und Kant-Experten Friedrich Kaulbach. 

## Werke
- Widerspruch-Identität-Praxis: Argumente zu einer dialektischen Handlungstheorie. De Gruyter, Berlin u. a. 1986.
- Der Logos der Dinge. Eine Studie zu Heraklit. Frankfurt a. M., Bern, New York 1987.
- Schleiermachers Philosophie. De Gruyter, Berlin u. a. 1988.
- Differenz und Identität: Die Transformation der philosophischen Anthropologie im 20. Jahrhundert. Duncker & Humblot, Berlin 1988.
- Die Vorsokratiker. Metzler, Stuttgart 1991.
- Sokrates. Der Beginn des philosophischen Dialogs. Rowohlt, Reinbek bei Hamburg 1998.
- Platon. Wissenschaftliche Buchgesellschaft, Darmstadt 2009.
- Handbuch der Anthropologie. Die wichtigsten Konzepte von Homer bis Sartre. 3. Aufl. Wissenschaftliche Buchgesellschaft, Darmstadt 2018, ISBN 978-3-534-27048-4.